# 自由エジプト人党
自由エジプト人党（じゆうエジプトじんとう、アラビア語: حزب المصريين الأحرار、英語: Free Egyptians Party）は、自由主義と世俗主義を掲げる中道～中道右派政党である。党首は実業家のアフマド・ハサン・サイード。
2011年4月3日、エジプト通信大手オラスコム・テレコムの会長を務めるナギーブ・サウィーリスが結成した。
2011年から2012年にかけて行われた人民議会選挙で、同党を中心とした「エジプト・ブロック」は35議席を獲得し、第四党となった。